# Стрелков, Михаил Владимирович
Михаил Владимирович Стрелков (род. 17 марта 1975) — российский хоккеист, защитник. Считается одним из первых российских тафгаев.

## Биография
Мать — врач, отец — инженер, занимался борьбой и боксом. Дед занимался оформлением Невского проспекта.
Сначала занимался греко-римской борьбой, затем плаванием. Жил в Невском районе. «Куда ни сунешься — нарвешься на проблему. […] И ножом тыкали, и стреляли. Сотрясения тяжелые ловил. […] Бандитом не позволил стать дефицит времени. […] Иногда звали на „стрелки“ за сто долларов в массовке постоять».
Начинал играть в сезоне 1991/92 за «СКА-2» СПб. 9 января 1994 в домашнем матче против «Торпедо» Усть-Каменогорск (2:5) дебютировал в МХЛ, проведя единственный матч в сезоне за СКА. Ещё четыре матча сыграл в сезоне 1995/96. По ходу сезона 1996/97 перешёл в «Ижорец». В сезоне 1998/99 играл в низших североамериканских лигах за клубы «Джонстаун Чифс», «Пенсакола Айс Пайлотс», «Алегзандрия Вортхогс». Перед сезоном 1999/2000 приглашался в новокузнецкий «Металлург», но начал сезон в команде Суперлиги «Кристалл» Электросталь, затем выступал за клубы высшей и первой лиг «Ижорец» (1999/2000), «Кристалл» Саратов и «Сибирь» (2000/01), «Химик» Воскресенск (2001/02), «Витязь» Подольск / Чехов (2002/03 — 2004/05), «Мотор» Барнаул (2005/06). Концовку сезона 2005/06 отыграл в Суперлиге за тольяттинскую «Ладу». Сезон 2006/07 провёл в «Витязе-2» Чехов, после чего завершил карьеру из-за проблем с ногами. В 2015 году ему установили титановый сустав в немецкой клинике.
Работал в Москве у жены, с которой впоследствии развёлся, в аудиторской компании. Затем — спортивный директор спортивной школы в Колпино. Окончил Московскую академию физкультуры и спорта.